# Richard Egington
Richard Phillip Egington (Warrington, 26 febbraio 1979) è un canottiere britannico, vincitore della medaglia d'argento nell'8 con a Pechino 2008 e di bronzo a Londra 2012.

## Palmarès
- Olimpiadi

Pechino 2008: argento nell'8 con.
Londra 2012: bronzo nell'8 con.
- Campionati del mondo di canottaggio

2003 - Milano: argento nel 4 con.
2007 - Monaco di Baviera: bronzo nell'8 con.
2009 - Poznań: oro nel 4 senza.
2011 - Bled: oro nel 4 senza.